# Fidschigraben

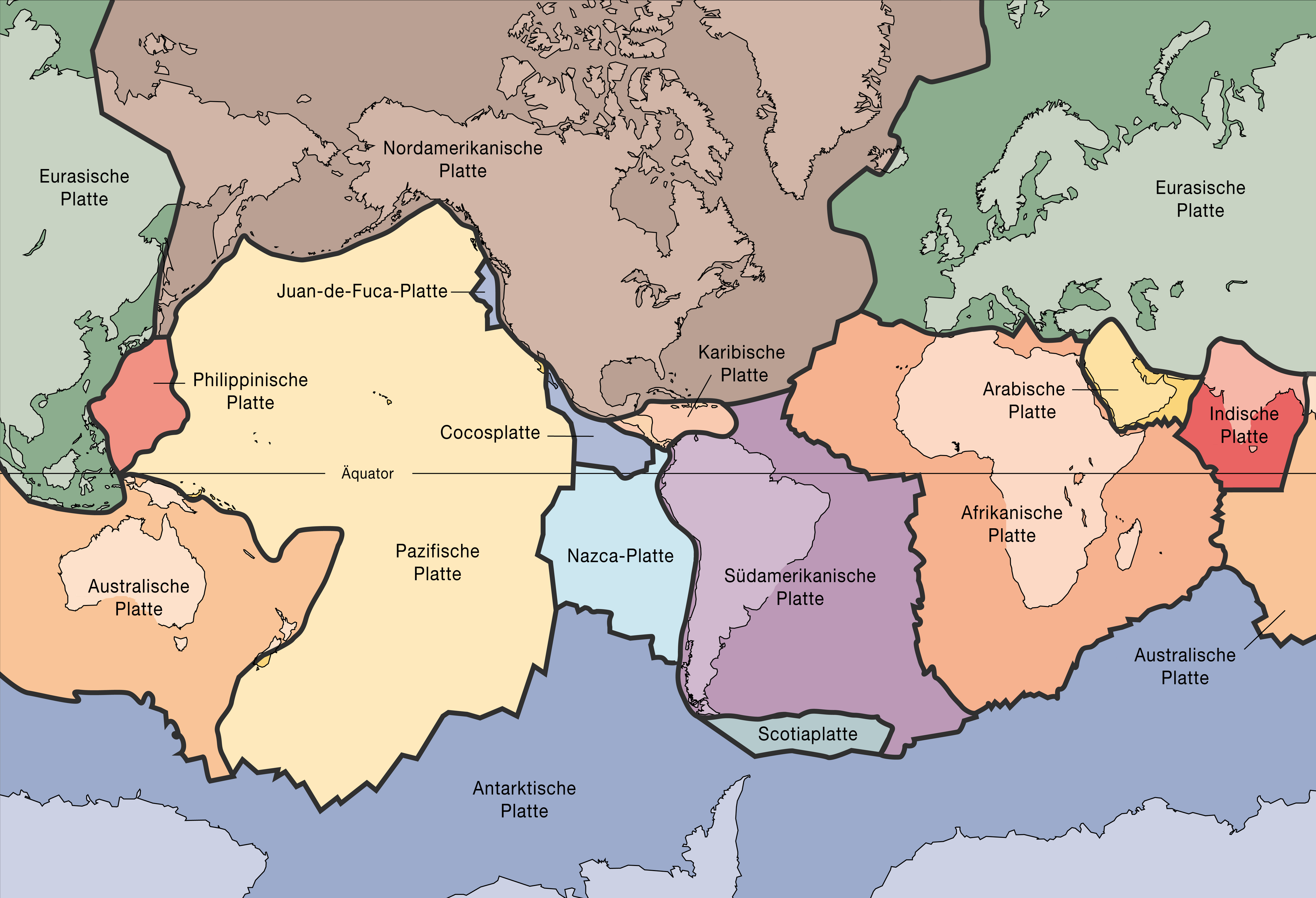
Tektonische Platten mit Kontinenten im Hintergrund

Der Fidschigraben ist eine bis 6492 m tiefe und 500 km lange Tiefseerinne im südwestlichen Teil des Pazifischen Ozeans (Pazifik).

## Geographie
Der Fidschigraben befindet sich ungefähr zwischen der Hunterschwelle im Norden und Nordosten, dem Fidschibecken im Osten, Südosten und Süden, der Neukaledonienschwelle im Südwesten und Neukaledonien im Westen. Dort liegt er etwa zwischen 22 und 23° südlicher Breite sowie 169 östlicher und 172° östlicher Länge. Der Fidschigraben findet seine nordwestliche Fortsetzung im Neuhebridengraben. 